# Yeonsan de Joseon
Regele Yeonsan (n.24 octombrie 1476 - d.20 noiembrie 1506) a fost al 10-lea rege al dinastiei Joseon și a domnit între anii 1494-1506.

## Domnia
În prima parte a domniei, Yeonsan a fost un rege bun și abil, până când Im Sa-Hong și Yu Ja-Gwang i-a spus regelui adevărul despre execuția mamei sale, doamna Yoon. Yeonsan a ordonat execuția oficialiilor care au participat la uciderea mamei sale, în 1498. Regele a interzis folosirea alfabetului hangul, deoarece oamenii au început să își bată joc de el, prin postere scrise. A închis universitatea națională și a ordonat ca fete tinere și frumoase din toată peninsula să fie aduse pentru el la palat. În 1506, pe data de 2 septembrie, un grup de oficiali au dat o lovitură de stat, iar Yeonsan a fost trimis în exil, unde moare în același an.

## Familia
- Tata: Regele Seongjong (20 august 1457 – 20 ianuarie 1494) (조선 성종)
- Mama: Regina Deposedată Jeheon din clanul Papyeong Yoon (15 iulie 1455 - 29 august 1482) (폐비 윤씨)
  - Mama Adoptivă: Regina Jeonghyeon din clanul Papyeong Yoon (25 iunie 1462 - 22 august 1530) (정현왕후 윤씨)
- Consoarte:

1. Regina Detronată Shin, din clanul Geochang Shim (29 noiembrie 1476 - 8 aprilie 1537) (원덕부인 신씨)
  1. Yi Su-eok,  Prințesa Detronată Hwishin (휘신공주; 24 Octombrie1491), prima fiică
  2. Primul fiu (1694 –1694)
  3. A doua fiică
  4. A treia fiică  (1495)
  5. Yi Hwan, Prințul moștenitor Detronat  (폐왕세자 이황;10 Ianuarie 1498 – 24 Septembrie 1506), a doilea fiu
  6. Yi Seong, Marele Prinț Dretronat Changnyeong (이성 창녕대군; 18 iunie 1500 – 24 Septembrie 1506), al patrulea fiu
  7. Yi Yeongsu (이영수; 1501–1503), al cincilea fiu
  8. Yi Insu (이인수; 1501 – 1503), a sașelea fiu
  9. Al șaptelea fiu (1502)

1. Consoarta Regală Detronată din clanul Yangseong Yi (숙의 이씨)
  1. Yi Kang-su, Prințul Yangpyeong (이강수 양평군; 1498 – 24 Septembrie 1506), al treilea fiu
2. Consoarta Regală Suk-ui din clanul Haepyeong Yoon (?) (숙의 윤씨)
3. Consoarta Regală Suk-ui din clanul Kwak (?) (숙의 곽씨)
4. Consoarta Regală Suk-ui din clanul Kwon (?) (숙의 권씨)
5. Consoarta Regală Suk-ui din clanul Min (?) (숙의 민씨)
6. Consoarta Regală Suk-yeong din clanul Heungdeok Jang clan (폐숙용 장씨; 1484–1506)
  1. Yi Yeongsu (이영수; n.1502), a șasea fiică
  2. Yi Ham-geun (이함금), a opta fiică
7. Consoarta Regală Suk-yeong din clanul Jeon (? - 1506) (숙용 전씨)
  1. A noua fiică
8. Consoarta Regală Suk-yeong din clanul Jo (?) (숙용 조씨)
9. Consoarta Regală Suk-won din clanul Choi (?) (숙원 최씨)
10. Consoarta Regală Suk-won din clanul Kim (?) (숙원 김씨)
11. Doamna Kim (?) (숙화 김씨)
12. Doamna Ahn (?) (궁인 안씨
13. Lady Jang (장씨)
14. Necunoscut:
  1. Prințul Yi Don-su (이돈수)
  2. Prințesa Yi Bokeok (이복억)
  3. Prințesa Yi Bokhap (이복합)
  4. Prințesa Yi Jeongsu (이정수)
  5. Prințesa